# 关友飞

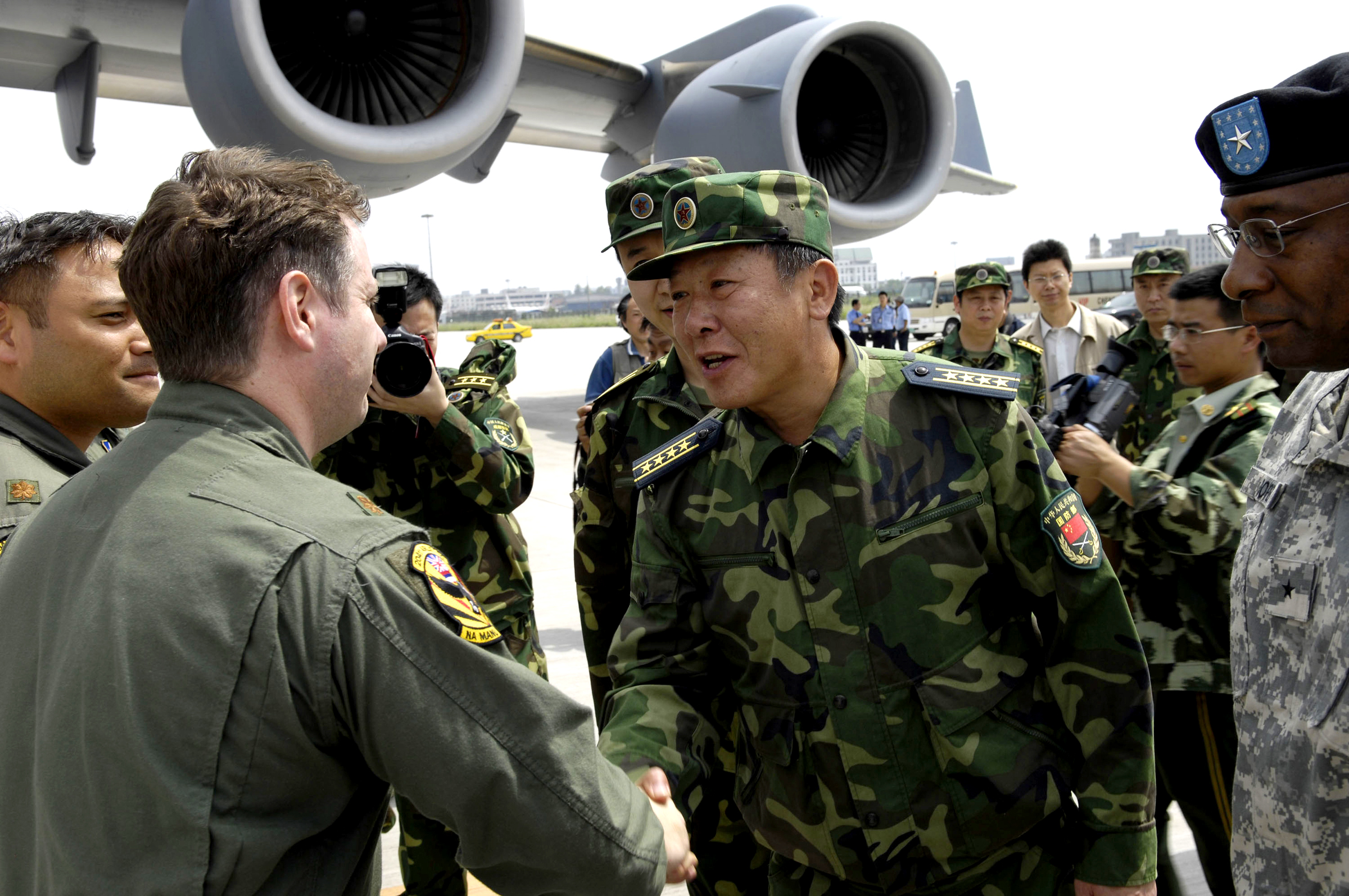
2008年5月18日，中华人民共和国国防部外事办公室副主任关友飞大校（中）與美國駐華大使館武官胡可誠准將（右）接见最早两批运送赈灾物资赴华支援汶川大地震灾区的美军机组人员

关友飞（1957年—），广西梧州人。中国人民解放军海军少将。

## 生平
曾长期在中国人民解放军海军舰艇部队服役，并曾在中国人民解放军海军大连舰艇学院学习。后任中华人民共和国国防部外事办公室综合局局长。2008年，任中华人民共和国国防部外事办公室副主任。2013年，任国防部外事办公室主任，中国人民解放军总参谋部外事局局长。2016年1月，任新组建的中央军事委员会国际军事合作办公室主任。